# Miltiadis Sapanis
Miltiadis Sapanis (28 de janeiro de 1976) é um futebolista profissional grego que atua como meia.

## Carreira
Miltiadis Sapanis representou a Seleção Grega de Futebol nas Olimpíadas de 2004, quando atuou em casa.